# 権現山古墳群 (ふじみ野市)
権現山古墳群（ごんげんやまこふんぐん）は、埼玉県ふじみ野市滝1丁目に所在する古墳時代初頭の古墳群。権現山2号墳がふじみ野市の史跡、２号墳を含む６基が埼玉県の史跡に指定されている。

## 概要
前方後方墳（権現山2号墳）1基と方墳11基が確認されている。「権現山」の名称は、「東照大権現」すなわち徳川家康が、鷹狩りの際に古墳であるとは知らずに2号墳の墳丘の上で休憩したという伝承が地元滝地区に伝わっていることに由来する。このため2号墳のみは、1963年（昭和38年）9月3日付けで江戸時代の史跡として、市指定の史跡「権現山」となっている。
1985年（昭和60年）以降、10回近い試掘と発掘調査によって、「権現山」とよばれていた2号墳は、古墳時代前期初頭の3世紀末～4世紀初頭の前方後方墳であることが判明した。2号墳の全長は32メートルで、後方部は20メートル四方のほぼ正方形を呈する。前方部は墳丘がほとんど無いか低い状況で、後方部との接合部分は細く、前方に向かって大きく開く撥形で、初期古墳の特徴をよく示している。2号墳の周囲には11基の方墳が造られ、新河岸川を見おろす標高20メートル前後の台地上に一古墳群を形成している。7号墳の墳丘は、ほぼ完全に近い形で残り、1号墳、2号墳は一部削られているものの良好に残っている。
埼玉県内ではこのような初期古墳で墳丘が残っている前方後方墳は、鷺山古墳、熊谷市の塩古墳群第1支群1号墳及び2号墳、吉見町の山の根古墳と数が少なく、これらよりさらに古い年代に位置づけられるため、古墳時代初頭の築造当時の姿をよくとどめる貴重な考古資料となっている。2002年（平成14年）3月22日に埼玉県の史跡に指定され、翌年から「歴史の森公園」として整備が進められ、2010年（平成22年）11月に市所有地部分が開放された。
なお、古墳群出土の土師器7点も古墳の遺構と一体のものとして県の史跡（附：つけたり）に指定されている。このうち、前方後方墳から出土した壺形の底部穿孔土器は、焼成後に底部を故意に打ち欠いた土器としては年代的に終末段階のものと考えられている。時代がやや下ると、焼成前にあらかじめ底部に孔を開けた土器がつくられるようになり、やがて埴輪（壺形埴輪）へと発展する前段階のものと考えられている。この壺形土器は、葬送儀礼において焼成後の土器に底部穿孔を施した時代を証言するものとしてきわめて貴重な資料である。

## ギャラリー

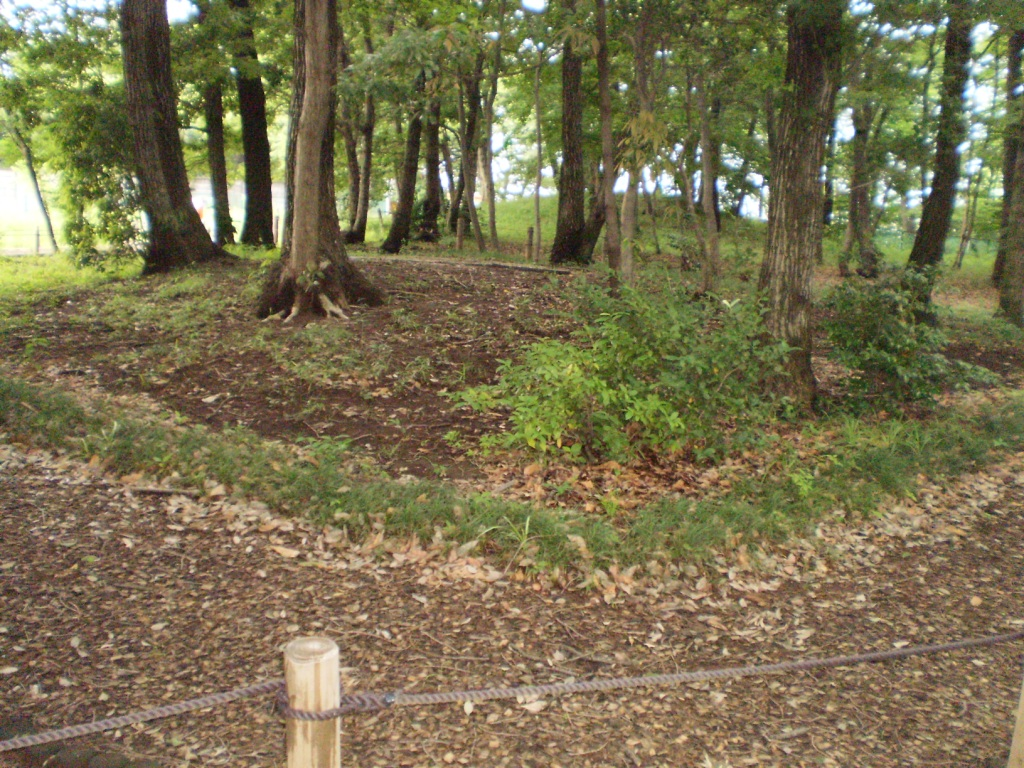
権現山7号墳
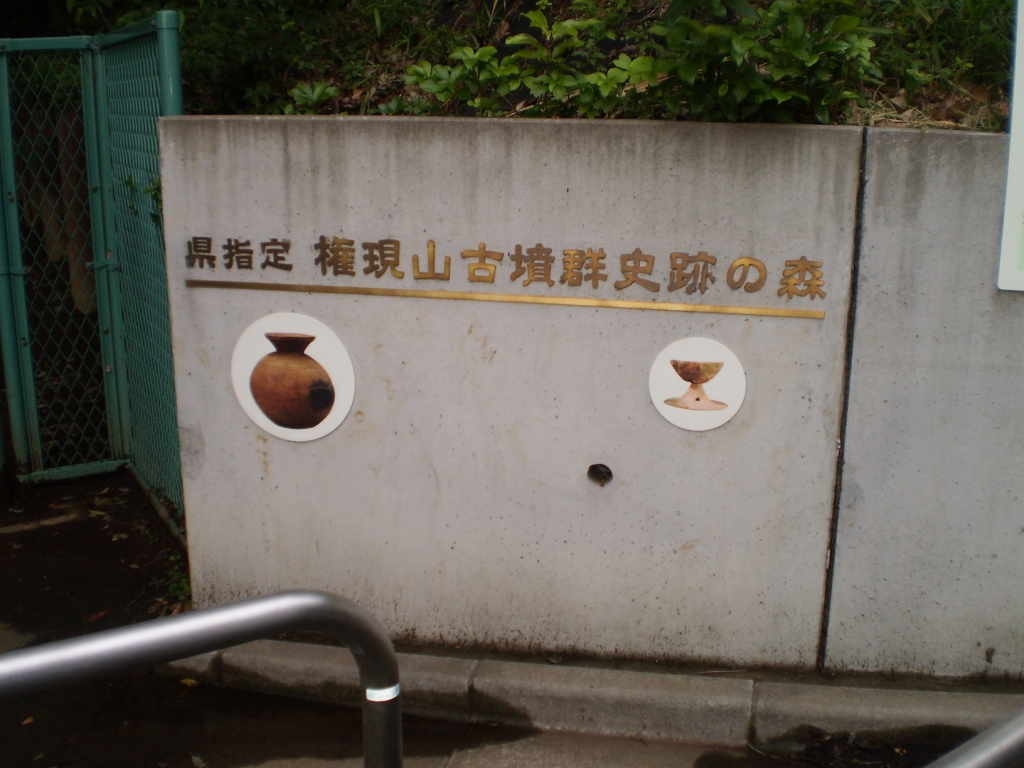
権現山古墳群の南東側出入口にありサイン表示。2号墳出土の底部穿孔壺形土器と小形高坏の写真パネルがつけられている。
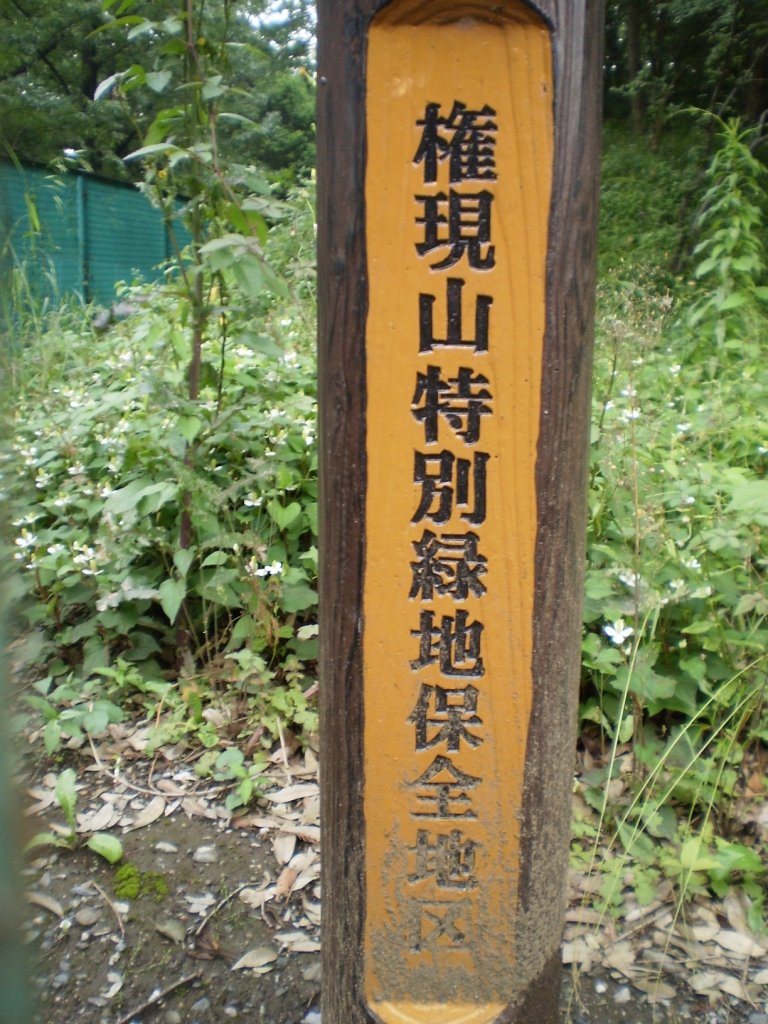
特別緑地保全地区の標柱。2号墳の北側に立てられている。